# ليا
ليا (بالإنجليزية:Lia) هو اسم مؤنث. في العالم الناطق بالاسبانية ، يشدد فتكتب Lía . في أمريكا ، قد يتغير الاسم إلى ليئة Leah أو ليا Lea . ليا قد يكون تصغير أسماء مختلفة بما في ذلك سيسيليا ، أميليا ، تاليا ، كورنيليا ، أوفيليا ، روزاليا / روزيليا ، ناتاليا ، أوريليا ، أداليا / أدلية ، إيلياء ، بوليا ، . ليا أيضًا اسم يوناني ، يعني «حامل الأخبار السارة». وهو أيضًا شكل من أشكال  'Leah', 'Lea', 'Lya' or 'Leia' في بعض اللغات الرومانسية. ويمكن أيضا أن يكون اللقب.

## الناس بهذا الاسم
- ليا (فنانة) ، فنانة برمجيات نمساوية
- ليا (المغنية) ، المغنية اليابانية
- ليا أندريا راموس (مواليد 1981) ، عارضة أزياء فلبينية
- ليا بيرموديز (مواليد 1930) ، النحاتة الفنزويلية
- فرانشيسكا ليا بلوك ، كاتبة الخيال الأمريكية
- ليا فرانكا (1912-1988) الممثلة الإيطالية
- ليا بوريرو ، ملكة الجمال البنمية
- ليا بويزن ، الممثلة السويدية
- ليا تشانغ ، الممثلة والصحفية الأمريكية
- ليا كروز (مواليد 1985) ، مذيعة تلفزيونية فلبينية
- ليا دورانا ( 1918-2010 ) ، ممثلة هولندية
- ليا إيبنشوتز (1899-1985) ، الممثلة الألمانية
- ليا إليافا (1934-1998) ، الممثلة الجورجية
- ليا فيليكس (1830-1908) ، الممثلة الفرنسية
- ليا فينوتشيارو (مواليد 1984) ، سياسية أسترالية
- ليا غريمانيس (مواليد 1971) ، سيدة أعمال كندية
- ليا هالوران (مواليد 1977) ، رسامة أمريكية
- ليا إيسيس ، الاسم المسرحي لليا كيسيل ، المغنية ومؤلفة الأغاني الأمريكية
- ليا نايت ، شخصية إذاعية الولايات المتحدة ، مضيفة برنامج ليا شو
- ليا لاتس (1926-2004) ، الممثلة الإستونية
- ليا لوفيير (ني ساربيرا ، 1920-2006) ، الناشطة السياسية المهاجرة الإستونية
- ليا ميفيا (1927-2008) ، مروجة لمصارعة الساموا
- ليا مانولو ، قاذفة القرص الرومانية
- ليا ماكهوي ، الممثلة الأمريكية
- ليا منة باريتو (مواليد 1959) ، فنانة برازيلية
- ليا ميلز ، كاتبة أيرلندية
- ليا نيل (مواليد 1995) ، سباحة أمريكية
- ليا بيرنيل (مواليد 1981) ، المجدفة الأمريكية
- ليا بوربورا (مواليد 1964) ، كاتبة أمريكية
- ليا روبرتس (من مواليد ليا ساندو ، 1949) ، سياسية رومانية وأمريكية
- ليا روسيت (من مواليد 1977) ، متسابقة زورق أمريكية
- ليا سارجنت ، الممثلة الصوتية الأمريكية
- ليا شيلهوبر ، متسابقة زورق من ألمانيا الشرقية
- ليا شمتوف (مواليد 1958) ، سياسية إسرائيلية
- ليا فان لير (من مواليد 1924) ، أمينة محفوظات الأفلام الإسرائيلية
- ليا فيسي (مواليد 1955) ، مغنية وكاتبة أغاني وسياسية قبرصية
- ليا ويلتي ، لاعبة كرة قدم سويسرية
- ليا ويليامز (مواليد 1964) ، ممثلة إنجليزية ومخرجة أفلام
- ليا ويلر (مواليد 1934) ، مترجمة برازيلية

## أشخاص مع لقب ليا
- برينجار ليا (مواليد 1966) ، مؤرخ نرويجي
- دوني ليا (مواليد 1978) ، سائق سيارة سباق أمريكي
- Orsa Lia ، مغنية أمريكية
- سيمون ليا ، رسامة كاريكاتير إنجليزية ومؤلفة
- فينس ليا (مواليد 1985) ، لاعب كرة قدم أسترالي

### في الأساطير
- كونان ماك ليا ، ابن لياث لوشرا